# La bella del Alhambra
La bella del Alhambra es una película cubana estrenada el 28 de diciembre de 1989, está basada en la novela Canción de Rachel del escritor cubano Miguel Barnet y reconstruye la atmósfera y la vida artística de La Habana en el período de 1920 a 1935. 
El maquillaje estuvo a cargo de María Elena del Toro, Ana María Fernández y Magali Pompa.

## Sinopsis
Rachel es una corista que ambiciona llegar a vedette del famoso Teatro Alhambra. Y por las dotes artísticas, lo consigue. En el camino pierde al amor de su vida y conoce una pasión que casi destruye su carrera artística.

## Intérpretes
- Beatriz Valdés
- Omar Valdés
- César Évora
- Carlos Cruz
- Verónica Lynn
- Ramoncito Veloz
- Isabel Moreno
- Jorge Martínez Castillo[1]
- Miguel Navarro
- Héctor Noas
- Miguel Gutiérrez
- Omar Padilla
- Héctor Echemendía
- Argelio García Chaflán
- Roberto Jiménez
- Gaspar González
- Carlos Más
- Adolfo Robal
- Ulises Regueiro
- Andrés Piñero
- Héctor Eduardo Suárez
- Yara Iglesias
- María Elena Molinet
- Paula Alí
- José Raúl Cruz

## Premios o reconocimientos
- Seleccionado entre los diez mejores filmes exhibidos en el año. Selección Anual de la Crítica. La Habana, Cuba. 1989.

- Premio Especial de El Caimán Barbudo a Beatriz Valdés por la actuación.

- Reconocimiento de Radio Habana Cuba. 1989

- Premio Coral de música. Festival Internacional del Nuevo Cine Latinoamericano. La Habana, Cuba. 1989

- Premio Coral de escenografía. Festival Internacional del Nuevo Cine Latinoamericano. La Habana, Cuba. 1989

- Premios Caracol de dirección; fotografía; sonido; edición; diseño de vestuario; escenografía; Premio a la mejor actuación femenina a Beatriz Valdés. Festival Nacional UNEAC de Cine, Radio y Televisión. La Habana, Cuba. 1990

- Premio de la Popularidad a la mejor película. Festival Nacional UNEAC de Cine, Radio y Televisión. La Habana, Cuba. 1990

- Premio Centro Cultural Cinematográfico Yara a la mejor película. Festival Nacional UNEAC de Cine, Radio y Televisión. La Habana, Cuba. 1990

- Premio a la mejor película otorgado por la Universidad de La Habana. 1990

- Premios Girasol de la Popularidad a la mejor película; a la mejor actriz a Beatriz Valdés otorgados por la Revista Opina. La Habana, Cuba. 1990

- Premio Goya a la mejor película extranjera de habla hispana, otorgado por la Academia de Artes y Ciencias Cinematográficas de España. 1990

- Premio Pitirre al mejor filme de ficción. Cinemafest’90. San Juan, Puerto Rico. 1990

- Mejor filme; Mención especial a Beatriz Valdés. Festival Internacional de Cine de Troia, Portugal. 1990

- Premio a la mejor actuación femenina a Beatriz Valdés (ex aequo). Festival Latino de Nueva York, Estados Unidos. 1990

- Presentada como aspirante a la nominación para el Premio Oscar de la Academia de Artes y Ciencias Cinematográficas de Hollywood, Estados Unidos.

- Premio El Mégano de la Federación Nacional de Cine Clubes. La Habana, Cuba 1991

- Premio Quebracho otorgado por el público. Festival Internacional de Cine de Asunción, Paraguay. 1991